# Sanhaja
Sanhaja (Berbers: ⵉⵣⵏⴻⵖⵏ Izneghen) waren gedurende de Middeleeuwen een van de drie grote Berberconfederaties, naast de Zenata en Masmuda.
De naam betekent 'mensen van de oasis' in het Berbers. Vooral in zijn oorspronkelijke, Berberse vorm is het een veel voorkomende familie- en plaatsnaam in noordelijk Afrika.
De Sanhaja-stammen hebben hun oorsprong in de noordelijke Sahara. Na de komst van de islam, begonnen zij zich over heel Noordwest-Afrika te verspreiden: van noordelijk Marokko tot de rivier Niger. Kleine groepen van de Sanhaja trokken naar Oost-Algerije en speelde een cruciale rol in de opkomst van Fatimiden. De Ziriden en Hammadiden waren Sanhaja-dynastieën en regeerden tot de 12e eeuw over Tunesië en gebieden in Algerije en Spanje.
Het lukte de theoloog Abdullah ibn Yasin de verschillende stammen in het zuiden van Marokko te verenigen en daarmee de Almoravidenbeweging te stichten. Deze ergerde zich aan de losse interpretatie van de islam door zijn volksgenoten en predikte een zuivere vorm van het geloof. De Almoraviden zouden hun macht uitbreiden over heel Marokko, West-Algerije en islamitisch Spanje.
Met de komst van de Arabische Banu Hilal werd geleidelijk hun taal, het Arabisch geadopteerd door een groot aantal stammen en hun culturele gewoontes overgenomen. De eveneens Arabische Banu Hassan wist enkele Sanhaja te domineren en te onderwerpen onder de Arabische Saadidynastie ook bekend als Banu Zaydan.